# Невена Цачева
Невена Цачева е българска учителка.

## Биография
Родена е на 15 октомври 1884 г. в Карлово. Баща ѝ е обущар и сподвижник на Васил Левски. Използван е като куриер. Невена Цачева завършва основното си образование в Карлово, а средно педагогическо в София. През 1903 г. е назначена за учителка в Равно поле. След това, в продължение на шест години е в Ставерци. От 1910 до 1930 г. е учителка и главна учителка в Липница. Извършва и обществена дейност като медицинско лице по време на Балканската, Междусъюзническата и Първата световна война, както и при епидемията от испанска инфлуенца. Заради това от 11 ноември до 17 декември 1918 г. училището в Липница е затворено.